# 橄榄槭
橄榄槭（学名：Acer olivaceum）为槭树科槭属下的一个种。

## 扩展阅读
維基物種上的相關：橄榄槭